# Село-при-Загорю
Село-при-Загорю (словен. Selo pri Zagorju) — поселення в общині Загорє-об-Саві, Засавський регіон, Словенія. Висота над рівнем моря: 316,5 м.